# Guidone Corradi

Stemma primitivo della famiglia Corradi-Gonzaga sino al 1328

Guidone Corradi (o Corradi da Gonzaga) (Gonzaga?, XII secolo – Gonzaga?, 1271/1272) è stato un politico italiano, fu signore e conte di Marmirolo.

## Biografia
Figlio di Abramino, a sua volta figlio di Filippo, era originario presumibilmente della cittadina di Gonzaga.
Nel 1209 ospitò nel castello di Marmirolo re Ottone IV, diretto a Roma da papa Innocenzo III per essere incoronato imperatore del Sacro Romano Impero.
Fu cacciato dalla città di Reggio assieme al figlio Antonio a causa della guerra tra Mantova e quella città circa il possesso di Gonzaga e delle terre circostanti. Venne liberato nel 1257 allorché la pace ne stabilì il possesso ad entrambe le città. Nel 1264 i Casalodi ottennero la confisca delle sue terre in Bondeno degli Arduini e in Bondeno di Roncore. Combatté con Carlo I d'Angiò per conto di Mantova guelfa alla battaglia di Benevento del 1266 contro i ghibellini di Manfredi di Sicilia. Ottenne la restituzione di tutti i suoi beni nel 1272.

## Discendenza
Guidone ebbe quattro figli:
- Antonio, politico e prosecutore della dinastia
- Bartolomeo, acquistò ampi latifondi in Marmirolo che rimasero nella proprietà della futura famiglia Gonzaga
- Bonamente
- Bonaventura, capostipite di una linea cadetta che si estinse nel 1746 con Giambattista, protonotario apostolico morto a Governolo[6]

## Genealogia essenziale
|                             |  |
| Filippo Corradi XII secolo  |  |
|                             |  |
|                             |  |
| Abramino Corradi 1165?-1210 |  |
|                             |  |
|                             |  |
| Guidone Corradi ?-1271/1272 |  |
|                             |  |
|                             |  |
| Antonio Corradi ?-1283      |  |
|                             |  |
|                             |  |
| Guido Corradi ?-1318        |  |
|                             |  |
|                             |  |
| Luigi I Gonzaga 1268-1360   |  |
|                             |  |
|                             |  |
| CASA GONZAGA                |  |